# Râu quai nón

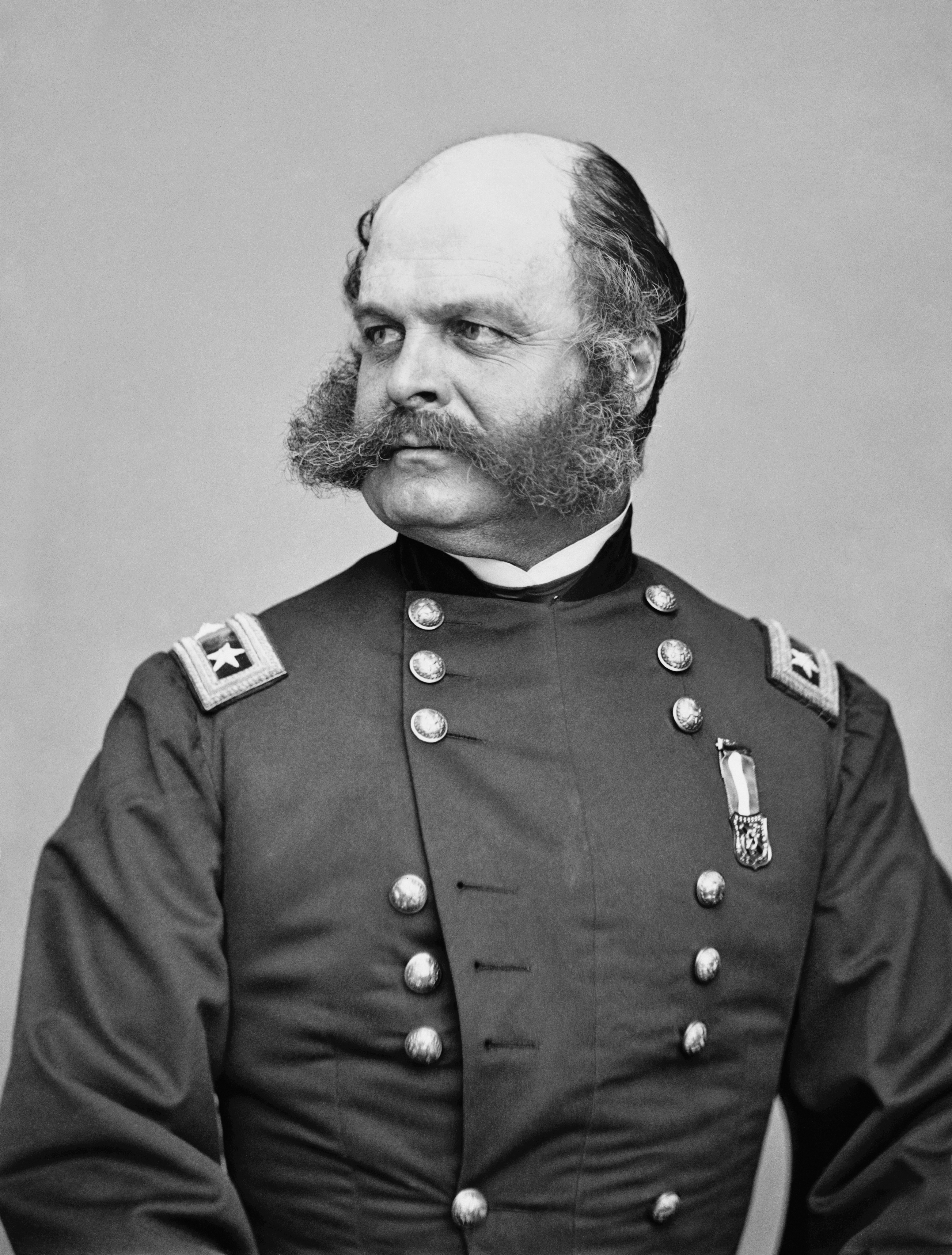
Ambrose Burnside (hình) nổi tiếng với bộ ria gắn với râu quai nón

David Chubinashvili

Râu quai nón là các mảng lông mặt mọc ở hai bên mặt, kéo dài từ phần tóc chạy song song đến hoặc vượt quá tai. 

## Biến thể

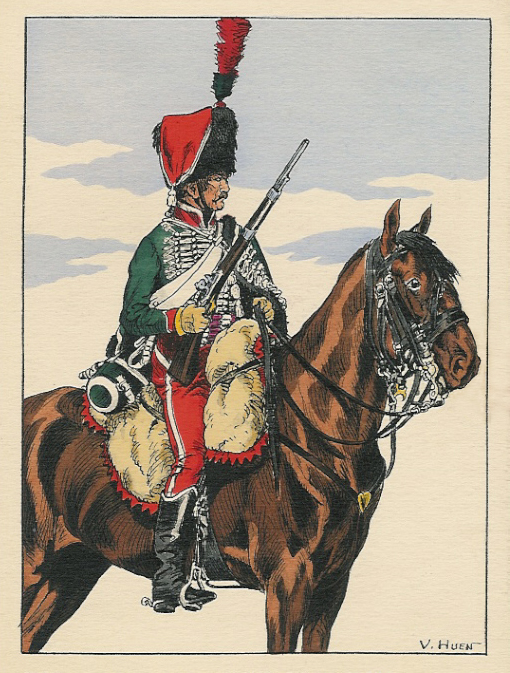
Tranh vẽ một kỵ binh Pháp với tóc mai dài và râu quai nón (năm 1804)

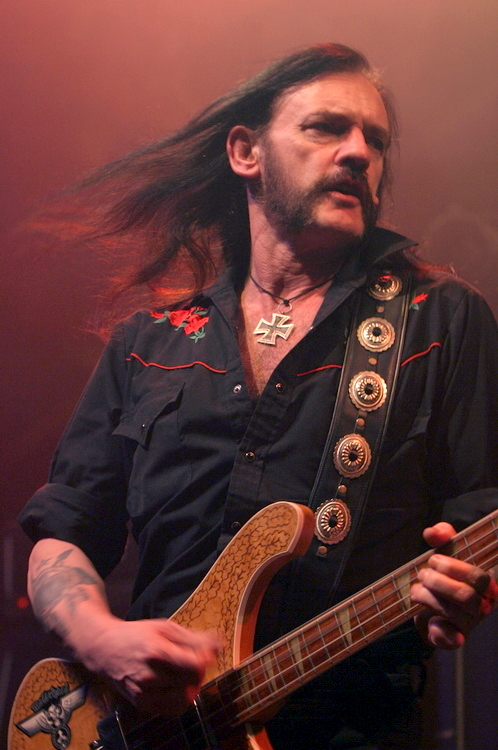
Lemmy

Râu quai nón có thể mọc và kết hợp với các kiểu lông mặt khác nhau, như ria hoặc râu cằm, nhưng một khi chún kéo dài từ tai này sang tai kia thì chúng đã trở thành râu thông thường. Thổ dân bản địa México hay cạo đầu và để râu quai nón dài, cũng như thổ dân Colombia, chỉ để râu quai nón và không giữ lông mặt nào khác, được gọi là mang "balcarrotas", tuy hiện nay không tồn tại nữa, nhưng được đánh giá cao vào thế kỷ XVI như là một biểu tượng của sức mạnh và sau đó bị chính quyền thuộc địa châu Mỹ cấm tại Tân Tây Ban Nha, và đã bị phản ứng lại năm 1692.